# Julia Harting
Julia Harting, geb. Fischer, (* 1. April 1990 in Berlin) ist eine ehemalige deutsche Leichtathletin.

## Sportliche Laufbahn
Julia Harting begann 2004 mit dem Diskuswurf, sie startet für den SC Charlottenburg und trainiert bei Werner Goldmann, der auch Robert Harting betreut. Sie gewann 2007 den Titel bei den 5. U18-Weltmeisterschaften in Ostrava mit vierzehn Zentimetern Vorsprung auf die Kroatin Sandra Perković, 2008 belegte sie bei den U20-Weltmeisterschaften in Bydgoszcz den zweiten Platz mit 27 Zentimetern Rückstand auf die Chinesin Xi Shangxue. Bei den U20-Europameisterschaften 2009 in Novi Sad wurde Harting ebenfalls Zweite, sie hatte dabei über sieben Meter Rückstand auf Sandra Perković, die im Jahr zuvor bei den U20-Weltmeisterschaften knapp hinter ihr gelegen hatte. Bei den U23-Europameisterschaften in Ostrava gewann sie nach einer Steigerung ihrer persönlichen Bestweite auf 59,60 m mit drei Metern Vorsprung auf die Weißrussin Nastassja Kaschtanawa.
Am 12. Mai 2012 verbesserte sich Julia Harting in Wiesbaden auf 64,22 m und übertraf damit die Qualifikationsnorm für die Olympischen Spiele in London. Bei den deutschen Leichtathletik-Meisterschaften 2012 in Wattenscheid belegte sie den zweiten Platz hinter Nadine Müller aus Halle. Bei den Europameisterschaften 2012 in Helsinki warf Harting den Diskus auf 62,10 m und erreichte damit den fünften Platz. Kurz danach schied sie bei den Olympischen Spielen in London in der Qualifikation aus.
Ihre persönliche Bestleistung im Diskuswurf stellte Julia Harting am 21. Mai 2016 in Halle/Saale mit 68,49 m bei den 42. Halleschen Werfertagen auf.
Bei den Europameisterschaften 2016 in Amsterdam gewann sie mit 65,77 m die Silbermedaille.

## Berufsweg
Seit September 2010 ist Julia Harting Mitglied der Sportfördergruppe der Bundespolizei. Die Polizeihauptmeisterin ist Angehörige der Bundespolizeisportschule Kienbaum.

## Privates
Seit dem 16. September 2016 ist Julia Harting mit dem Diskus-Olympiasieger Robert Harting verheiratet. Im Mai 2019 brachte sie Zwillinge zur Welt.